# ONE 165
ONE 165: Superlek vs. Takeru fue un evento de deportes de combate producido por ONE Championship llevado a cabo el 28 de enero de 2024, en el Ariake Arena en Tokio, Japón.

## Historia
Este evento marcó la cuarta visita de la promoción a Tokio y la primera desde ONE: Century en octubre de 2019. El evento estaba originalmente planeado para ser llevado a cabo en Qatar, pero el sitio fue trasladado a ONE 166 el 1 de marzo.
Una pelea de kickboxing de peso mosca a cinco asaltos entre el actual Campeón Mundial de Muay Thai de Peso Mosca de ONE Rodtang Jitmuangnon y el ex-Campeón de Peso Superpluma, Pluma y Supergallo de K-1 Takeru Segawa estaba programada para encabezar el evento. Sin embargo, Rodtang se retiró de la pelea por una lesión de brazo y fue reemplazado por Superlek Kiatmuu9 en una pelea por el Campeonato Mundial de Kickboxing de Peso Mosca de ONE.
Una pelea de peso ligero entre el dos veces Campeón Mundial de Peso Ligero de ONE Shinya Aoki y Sage Northcutt estaba programada para encabezar el evento. Northcutt se retiró del evento por problemas de visado en su esquina y fue reemplazado por el ex-Campeón Mundial de Peso Gallo de ONEJohn Lineker en una pelea de peso abierto.

## Resultados
1. ↑  Por el Campeonato Mundial de Kickboxing de Peso Mosca de ONE.
2. ↑  Por el Campeonato Mundial de Submission Grappling de Peso Ligero de ONE.
3. ↑   Pelea de Reglas Especiales (Boxeo - Muay Thai - MMA).

## Bonificaciones
Los siguientes peleadores recibieron bonos de $50.000.
- Actuación de la Noche: Superlek Kiatmuu9, Kade Ruotolo, Shinya Aoki, Nieky Holzken, Marat Grirgorian y Garry Tonon